# Sa'id Ibn Jubair
Sa’id bin Jubair, Abou 'Abdi Llâh, al Assadî, né en 665, mort en 714 en Perse, était un juge noir originaire de Koufa. 
Il fut l'un des principaux disciples de Abdullah ibn Abbas avec Ikrima, Moujâhid, 'Attâ et Tawous, il est classé à ce titre comme un Tabi‘un. 
Il a restitué les paroles de Ibn Abbas dans de nombreux des hadîths de Bukhari, textes sacrés de l'Islam. 
Il a également rapporté le hadith d'après Aïcha et Abou Moussa al-Achari.
Homme lettré ayant vécu avant la division de l'Islam entre chiisme et sunnisme, il serait également respecté par ces deux branches de l'Islam, tant pour ses qualités de juriste que pour son rôle religieux[réf. nécessaire]. Actuellement, de nombreux sites d'inspiration islamique font référence à lui. Il est réputé pour être l'un des premiers joueurs d'échecs à jouer des parties à l'aveugle.
En 699-701, Jubair participa à une révolte menée par Kumayl ibn Ziyad et Abd er-Rahman ibn Mohammed ibn el-Achath contre le gouverneur Al-Hajjaj ben Yusef désigné par le calife Abd al-Malik ibn Marwan. La rébellion fut matée mais Jubair réussit à s'échapper de la bataille décisive. Plus tard, il fut capturé puis condamné à mort par Al-Hajjaj.